# George Hearst
George Hearst (Sullivan (Missouri), 3 september 1820 - Washington D.C., 28 februari 1891) was een 19e-eeuwse Amerikaanse zakenman en senator.

## Biografie
Hearst werd in 1820 geboren nabij Sullivan in Missouri. Aldaar volgde hij school en slaagde in 1838 aan de Franklin County Mining School. Hij wordt echter herinnerd als "bijna ongeletterd" en hield van poker, Bourbon en tabak.

### Mijnbouw
Toen Hearst hoorde van de Californische goldrush vertrok hij naar het westen. In 1850 kwam hij in Californië aan. Hij werd daar zeer succesvol in het zoeken naar goud. Ook baatte hij mijnen uit, handelde in aandelen en bezat boerderijen in Nevada County. Als hoofd van Hearst, Haggin, Tevis and Co. verkreeg hij in de tweede helft van de 19e eeuw belangen in de Comstock Lode en de Ophir Mine in Nevada, de Ontario-zilvermijn in Utah, de Homestake-goudmijn in South Dakota en de Anaconda-kopermijn in Montana. Ook investeerde hij in de Cerro-de-Pasco-mijn in Peru. Het bedrijf groeide uit tot het grootste private mijnbedrijf in de Verenigde Staten. Hearst verkreeg de reputatie van meest deskundige goudzoeker en droeg bij aan de ontwikkeling van moderne delftechnieken.

### Gezin en media
In 1862 verhuisde Hearst naar San Francisco en trouwde daar Phoebe Apperson Hearst (1842-1919). Zij werd in 1863 de moeder van Hearsts enige kind, de latere krantenmagnaat William Randolph Hearst.
Hearst was niet alleen in de mijnbouw actief, maar ook in de krantenwereld. Hij beheerde de San Francisco Examiner. Deze zou later door zijn zoon omgevormd worden tot het mediaconglomeraat van de Hearst Corporation.

### Politiek

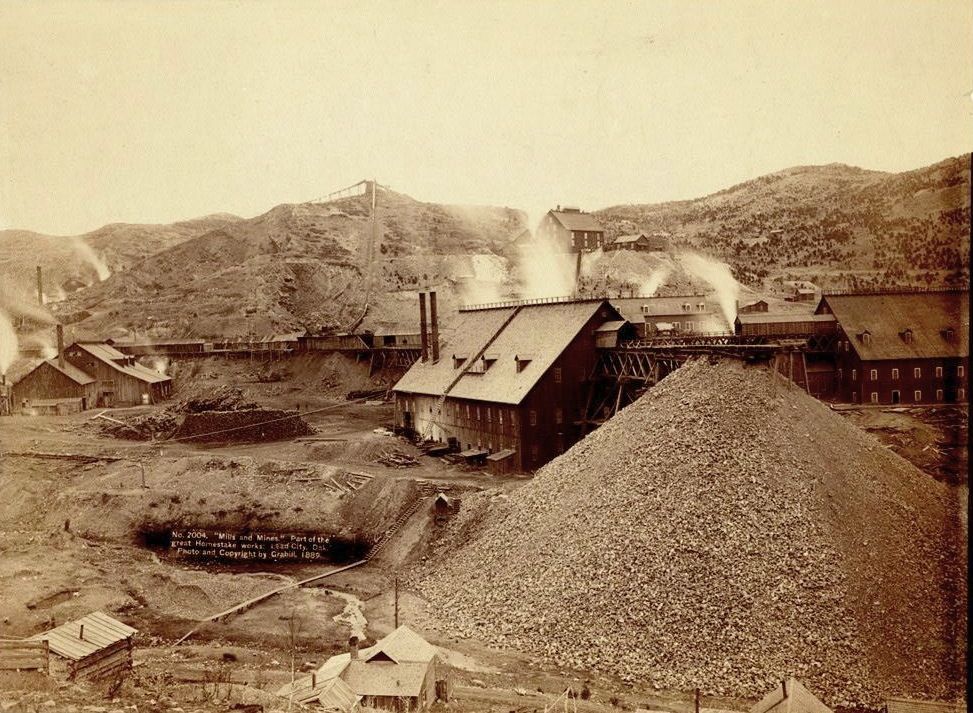
Homestake Mine in 1889

Hearst was van 1865 tot 1866 lid van de California State Assembly. In deze periode (1865) verkreeg hij de 194 km² grote Piedras Blancas Ranch te San Simeon, waar zijn zoon later Hearst Castle zou bouwen. In 1882 stelde hij zich namens de Democratische Partij kandidaat voor gouverneur van California, maar hij werd niet gekozen.
Tussen 23 maart en 4 augustus 1886 was Hearst interim-Senaatslid als vervanger van de overleden John Franklin Miller. In 1887 werd hij weer Senaatslid, nu na verkiezingen. Hij diende van 4 maart tot zijn dood in 1891.
Hearst is met zijn vrouw en zoon begraven op de Cypress Lawn Cemetery in Colma, Californië. Het Hearst Memorial Mining Building is ter herinnering aan hem gebouwd.

## Hearst in fictie
In de televisieserie Deadwood, gebaseerd op het Deadwood van de jaren 1870, wordt Hearsts rol gespeeld door Gerald McRaney. Feiten en fictie lopen hier door elkaar. Hearst wordt neergezet als een sociopaat die er alles aan doet om goud ("the color") te kunnen bemachtigen. Daartoe laat hij verschillende moorden plegen en hakt hij persoonlijk een vinger af van Al Swearengen. Uiteindelijk lukt het hem de Homestake Mine op te starten.